# Gottfried Fischer (Sprachwissenschaftler)

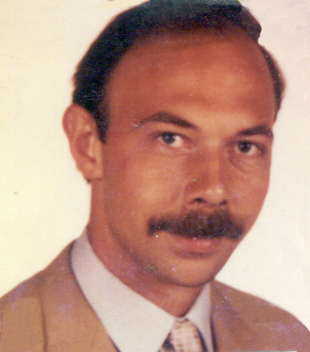
Gottfried Fischer (2007)

Gottfried Fischer (* 17. Januar 1953 in Denver, Colorado, Vereinigte Staaten) ist ein österreichischer Sprachwissenschaftler und Universitätslektor am Institut für Germanistik der Universität Wien.

## Leben
Gottfried Fischers Familie wechselte in seiner Kindheit und Jugend oft den Wohnort zwischen den USA und Österreich. Er ist daher zweisprachig aufgewachsen. Fischer studierte in Wien Germanistik und Vergleichende Sprachwissenschaft (Indogermanistik); besonders viel verdankt er dem Indogermanisten Georg Renatus Solta. Fischer promovierte mit einer Arbeit über die Entstehung des Artikels in der gotischen Sprache. Grundlage seiner Doktorarbeit bildete die Bibelübersetzung des Wulfila ins Gotische.

## Wirken
Seit 1987 lehrt Fischer Deutsch als Fremdsprache im Rahmen der Deutschkurse an der Universität Wien, ein Jahr lang war er Assistent an der Universität Sheffield in England. Lehrerfahrungen sammelte er auch in Ungarn. Zeitweilig arbeitete er für die Österreichische Akademie der Wissenschaften und wirkte an der Erstellung des Motivindex der deutschsprachigen weltlichen Erzählliteratur bis 1400 mit. Fischer lebt in Wien.
Gottfried Fischer war als Sprachkritiker tätig und hatte bis 2008 die Schriftleitung der Wiener Sprachblätter, der Zeitschrift des Vereins „Muttersprache“, inne.
Zu seinen Schwerpunkten zählen u. a. Wortbildung, Historische Linguistik, Komparative Linguistik, Gegenwartsgrammatik und Sprachdidaktik.
Seine wissenschaftlichen Veröffentlichungen behandeln vor allem die germanische Sprachgeschichte, zum Teil auch Sprachpädagogik für Ausländer und Wortbildung. Er arbeitet derzeit an einem Wörterbuch der Wortbildung.

## Veröffentlichungen
- Geoffrey Kovari: Studien zum germanischen Artikel. Entstehung und Verwendung des Artikels im Gotischen. Zugleich: Dissertation, Universität Wien. Halosar, Wien 1984 (Wiener Arbeiten zur germanischen Altertumskunde und Philologie 26, 224 Seiten) [Geoffrey Kovari ist der damalige Adoptivname].
- Was ist Sprache? In: Peter Ernst (Hrsg.): Einführung in die synchrone Sprachwissenschaft. Mit Beiträgen von Otto Back u. a. Edition Praesens, Wien 1997, Seiten 2-1 – 2-18; 2., verb. u. verm. Auflage, 1999, ISBN 3-7069-0100-5 (565 Seiten).
- Methodische Überlegungen zum Unterricht in fortgeschrittenen Stufen, 1. Teil: Affixoide. In: LernSprache Deutsch Jg. 2 (1994), Heft 1. Edition Praesens, Wien.
- Gottfried Fischer, Peter Ernst: Die germanischen Sprachen im Kreis des Indogermanischen. Edition Praesens, Wien 2001, ISBN 3-7069-0117-X (115 Seiten).
- Sprachpflege. In: Peter Anreiter u. a. (Hrsg.): Namen, Sprachen und Kulturen. Festschrift für Heinz Dieter Pohl zum 60. Geburtstag (= Imena, jeziki in kulture). Edition Praesens, Wien 2002, ISBN 3-7069-0164-1 (904 Seiten), S. 221–237.
- Zu den Affixoiden. In: Sprache und Name in Mitteleuropa. Beiträge zu Namenkunde, Dialektologie und Sprachinselforschung. Festschrift für Maria Hornung. Herausgegeben von Heinz Dieter Pohl. Edition Praesens, Wien 2000 (= Österreichische Namenforschung. Beihefte 1), S. 419–434.
- Versuch einer Einteilung und Terminologie der gesprochenen Kürzungen. In: tribüne. Zeitschrift für Sprache und Schreibung, 2/2012, S. 19–24.